# مجموعة دعم كونتاديرا
مجموعة دعم كونتاديرا (بالإسبانية: Grupo de apoyo a Contadora)‏، (بالبرتغالية: Grupo de Apoio à Contadora‏) كانت مجموعة مؤلفة من الأرجنتين والبرازيل وبيرو وأوروغواي. وقدمت الدعم لمجموعة كونتاديرا من أمريكا الجنوبية، في الصراع بين نيكاراغوا والولايات المتحدة.

## التاريخ
اجتذب الصراع بين الولايات المتحدة والمجلس العسكري السانديني في نيكاراغوا انتباه دول أمريكا اللاتينية، كولومبيا والمكسيك وبنما وفنزويلا، التي أنشات مجموعة كونتادورا للمطالبة بحل سلمي. 
التقى الرئيس الأرجنتيني راؤول ألفونسين برئيس بيرو آلان غارسيا في بيرو، خلال تنصيبه الرئاسي في عام 1985. كلاهما اتفقا على اتخاذ إجراءات دبلوماسية منسقة فيما يتعلق بالنزاع. ووفقًا للمستشار الأرجنتيني دانتي كابوتو، فإن مجموعة الكونتادورا كانت في حالة خمول، وتطلبت مجموعة ثانية لدعمها.  التقى المستشارون دانتي كابوتو وأولافو سيتوبال من البرازيل وإنريكي إغليسياس من الأوروغواي في بونتا ديل إستي وتوصلوا إلى اتفاق مماثل. تم الإعلان عن إنشاء مجموعة مع الدول الأربع في ليما، في 29 يوليو 1985. اجتمعت مجموعة كونتاديرا ومجموعة دعم كونتاديرا في كارتاخينا، كولومبيا، في 24 و 25 أغسطس، 1985. عُرفت كلتا المجموعتين بشكل جماعي باسم "مجموعة الثمانية". 
وعقدت مجموعة الثمانية اجتماعًا ثانيًا في كاراباليدا، فنزويلا، في عام 1986، وأصدرت "رسالة كاراباليدا". قبلته دول أخرى في أمريكا الوسطى. ومع ذلك، فشلت المقترحات في النهاية بسبب إحجام كل من نيكاراغوا والولايات المتحدة عن تغيير مواقفهما. حاولت الاجتماعات اللاحقة زيادة نطاق المجموعة. وناقشا تعزيز العلاقات الثنائية، وإنشاء برلمان أمريكا اللاتينية، ونادي تكنولوجي. كما أنشأوا "نادي المدينين"، للقيام بإجراءات منسقة تجاه دائني ديونهم الخارجية. وفقًا لاقتراح من كابوتو، رفضوا سياسة المملكة المتحدة تجاه النزاع على سيادة جزر فوكلاند.  تم استبدال كلا المجموعتين في النهاية بمجموعة ريو. 

## فهرس
- Aravena، Francisco Rojas (2012). América Latina y el Caribe: Relaciones Internacionales en el siglo XXI. Argentina: Teseo. ISBN:978-9-87186-748-6. مؤرشف من الأصل في 2020-08-11.
- Muiño، Oscar (2015). Alfonsín: mitos y verdades del padre de la democracia. Argentina: Aguilar. ISBN:9789870431947. مؤرشف من الأصل في 2020-08-11.